# 冈崎体育
冈崎体育（日语：／ Okazaki Taiiku，1989年7月3日—），日本创作歌手，出身于日本京都府宇治市。毕业于京都府立南阳高等学校、同志社大学文化情报学部。本名冈亮聪（日语：／ Oka Akitoshi）。
所属唱片公司是SME Records，所属事务所是Sony Music Artists。2016年5月发行第一张正式个人专辑《BASIN TECHNO》出道。

## 经历
冈崎体育在1989年出生于兵库县西宫市。因母亲喜欢音乐，冈崎体育在幼小时期即在音乐的环境下长大。童年时期在任天堂DS上体验到《大合奏！バンドブラザーズ》，开始第一次尝试作曲。大学时受皇后乐队以及DENKI GROOVE影响，在大学参与乐队活动的同时，接触到了音乐软件Cubase 5。后来Cubase成了冈崎体育的主要创作工具。2012年以“冈崎体育”的名义开始音乐活动。2016年在索尼音乐旗下的厂牌发布了专辑《BASIN TECHNO》出道。
冈崎体育这一艺名来源于日本音乐组合DENKI GROOVE。因为冈崎体育喜欢DENKI GROOVE的成员石野桌球，所以取名为“冈崎体育”。
2019年在埼玉超級競技場举办了大型个人演唱会。同时作为演员开始活跃，陆续在电影和电视剧中饰演配角。

## 音乐作品

### 出道前作品
| 顺序 | 发行日期      | 名称               | 备注                                 |
| ---- | ------------- | ------------------ | ------------------------------------ |
| 1st  | 2012年        | グレイテストヒッツ | 废盘                                 |
| 2nd  | 2012年        | 恋のハロー警報     | 废盘                                 |
| 3rd  | 2012年        | ファントム青少年   | 废盘                                 |
| 4th  | 2013年        | 盆地ヒーロー見参   | 废盘                                 |
| 5th  | 2013年        | FICTIONAL ZODIAC   | 废盘                                 |
| 6th  | 2014年        | DESKTOP            | 废盘                                 |
| #    | 2016年3月26日 | MEASURE            | Village Vanguard下北泽店限定贩卖专辑 |

### 主流专辑
| 順序 | 發行日期       | 名稱         | 名次         | 备注           |
| ---- | -------------- | ------------ | ------------ | -------------- |
| 1st  | 2016年5月18日  | BASIN TECHNO | Oricon第9位  |                |
| 2nd  | 2017年6月14日  | XXL          | Oricon第2位  |                |
| #    | 2018年4月25日  | OT WORKS     | Oricon第18位 | 广告曲精选辑   |
| 3rd  | 2019年1月9日   | SAITAMA      | Oricon第5位  |                |
| 4th  | 2021年5月26日  | OT WORKS Ⅱ   | Oricon第24位 | 合作乐曲精选辑 |
| 5th  | 2021年10月20日 | FIGHT CLUB   | Oricon第18位 |                |

### 单曲
| 順序        | 發行日期       | 名稱                                 | 備註                                                                       |
| ----------- | -------------- | ------------------------------------ | -------------------------------------------------------------------------- |
| 数字发行    | 2016年7月15日  | 割る!                                | 《JINRO》广告曲                                                            |
| 1st         | 2016年12月7日  | 潮風                                 | 动画《啟航吧！編舟計畫》的主题歌 另收录《チューリップ》                    |
| 2nd         | 2017年4月12日  | アローラ!!/ポーズ                    | 《精靈寶可夢 太陽&月亮》 的片尾曲                                          |
| 数字发行    | 2017年12月1日  | Emblem                               | 特佳麗多美公司“变形金刚”系列的官方歌曲                                     |
| 数字发行    | 2018年2月8日   | ジャリボーイ・ジャリガール           | 《精靈寶可夢 太陽&月亮》 的片尾曲                                          |
| 数字发行    | 2018年10月7日  | キミの冒険                           | 《精靈寶可夢 太陽&月亮》 的片头曲；2018年10月起电视动画精靈寶可夢OP&ED独占 |
| 数字发行    | 2019年1月25日  | 心のノート                           | 以“岡崎体育×日野市立七生緑小学校合唱団”的名义发行                          |
| Youtube发行 | 2019年5月15日  | 今宵よい酔い （岡崎体育÷JINRO 名義） | 《JINRO》广告曲                                                            |
| 3rd         | 2019年6月9日   | フェイクファー                       | 以「てっくん」的名义                                                       |
| 数字发行    | 2019年12月12日 | Merry Merry Christmas Night          | 《勇敢者游戏2》日本版主题歌                                                |
| 合作专辑    | 2020年10月28日 | 化かしHOUR NIGHT                     | 与ビッケブランカ合作                                                       |

### 合作作品·乐曲提供
- 超狂的T-shirt店 remix歌曲多首
- 私立惠比壽中學 《サドンデス》《Family Complex》
- 關西傑尼斯8 《えげつない》《町中華》
- 猴子把戲《留学生》

### 音乐作品
- 《思念的碎片》（2016年）
- 《剧场版 宝可梦 皮卡丘和可可的冒险》音乐集（2020年）

## 出演

### 电影
- 麻雀放浪记2020[15]

### 電視劇
- NHK晨間劇《萬福》（2018年）- 查理・田中[16]
- 明察小會計（2019年）- 馬垣和雄
- MIU404 第3集（2020年）- 犯人
- 水下罪案搜查班 DCU（2022年）- 森田七雄
- 黑金丑島君外傳 黑金犀原（2022年）- 安藤
- NHK大河劇《怎麼辦家康》（2023年）- 鳥居強右衛門
- 獅子的藏身處（2024年）- 貞本洋太
- 第19號病歷表（2025年）- 大須哲雄

### 演唱会
- 2019年6月9日于埼玉超級競技場举行个人演唱会。[17]

## 相关链接
- 岡崎体育 官方网站 （页面存档备份，存于）
- 岡崎体育的X（前Twitter）
- 岡崎体育 公式ブログ （页面存档备份，存于）（新博客）
- 岡崎体育ブログ 脂汗日記 （页面存档备份，存于）（旧博客）